# Kiowa Gordon
Kiowa Gordon, född den 25 mars 1990 i Tyskland, uppväxt i Cave Creek i Arizona och nu bosatt i Los Angeles, är en amerikansk skådespelare. 
Hans namn uttalas som staten Iowa, fast med bokstaven K framför. 
Kiowa spelar Embry Call i filmserien The Twilight Saga: New Moon som hade biopremiär den 20 november 2009, samt i Eclipse som hade premiär den 30 juni 2010.
Det är även bekräftat att han kommer att spela Embry Call i Breaking Dawn.